# 可倫坡區
科伦坡區是斯里蘭卡西部省的一個區。面積642平方公里。2001年人口2,251,574人。首府和最大城市為科伦坡。行政首都科特也位於本區。